# Антарктическая повесть
«Антаркти́ческая по́весть» — советский трёхсерийный телевизионный фильм режиссёра Сергея Тарасова, экранизация двух «полярных» повестей советского писателя Владимира Санина из цикла «Зов полярных широт» — «В ловушке» и «Трудно отпускает Антарктида». Владимир Санин выступил соавтором сценария телефильма.
Премьера фильма на советском телевидении состоялась 19 марта 1980 года.

## Сюжет

Дизель-электроход «Обь» в 1975 году

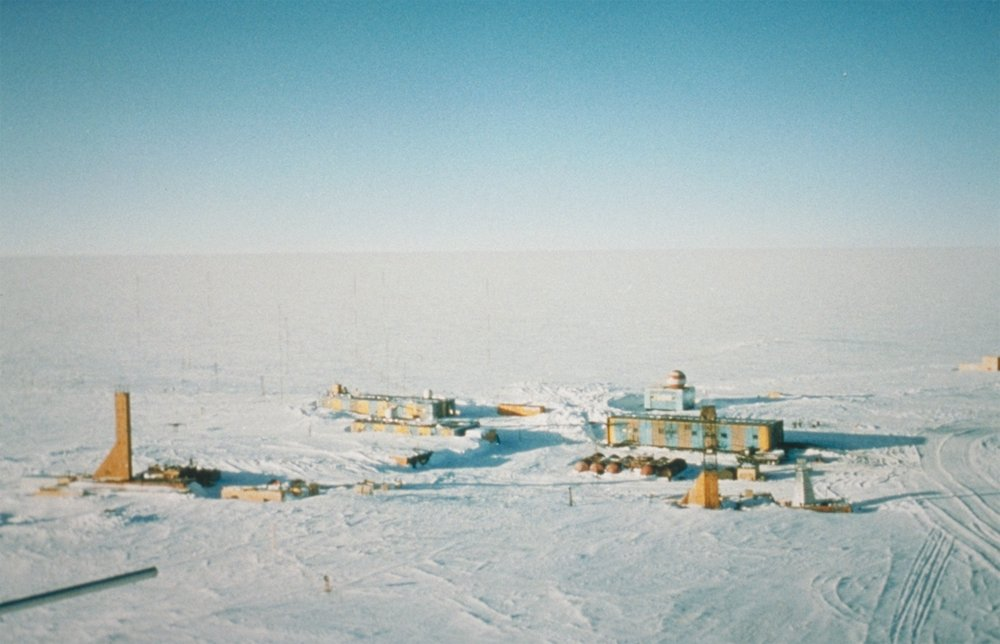
Антарктическая станция «Восток»

Дизель-электроход «Обь» направляется к берегам Антарктиды, чтобы доставить на советские антарктические станции новую смену и забрать уже отзимовавших полярников. Дорога домой ожидает и группу под руководством Сергея Семёнова, которая в течение года проводила научные исследования на станции «Новолазаревская». Полярники должны прибыть на неиспользуемую станцию «Лазарев», находящуюся ближе к побережью, и ожидать там ледокол. Однако перед отправкой домой группе Семёнова поручают последнее задание — отбыть на самолётах на внутриконтинентальную станцию «Восток» и за несколько дней провести работы по её расконсервации, чтобы станция смогла принять учёных на очередную зимовку (в течение года станция была законсервирована, так как на неё не успели вовремя завезти горючее до начала полярной зимы).
На «Восток» отправляются пятеро: сам Семёнов, опытный полярник и строгий руководитель; его старый друг и коллега по многим зимовкам метеоролог Андрей Гаранин; врач Александр Бармин, который лечит товарищей не только лекарствами, но и хорошим настроением; молодой механик Веня Филатов, влюблённый «на расстоянии» в известную киноактрису (Наталья Фатеева в одном из эпизодов фильма фактически играет саму себя); и более опытный механик Женя Дугин, которого Семёнов считает незаменимым человеком в ходе любой зимовки. Из-за непредвиденных обстоятельств, обусловленных тяжелейшими климатическими условиями района «Востока» и Антарктиды в целом, группа полярников оказывается в ловушке — без тепла, связи и какой-либо помощи извне на необитаемой станции в условиях 40-градусных морозов.
Между тем и сама возможность отплытия из Антарктиды на «Оби» оказывается под вопросом из-за нетипично сложной ледовой обстановки у берегов материка. Для полярников, проведших целый год в узком коллективе, оторванных от своих семей и от всего мира, угроза второй зимовки оказывается тяжёлым испытанием. Обостряются накопившиеся в коллективе противоречия.
В конечном итоге залогом выживаемости в тяжёлых природно-климатических и, что не менее важно, в тяжёлых морально-психологических условиях оказываются сила духа, готовность к испытаниям, готовность к самопожертвованию ради товарищей. В нетипичных даже для сурового быта зимовщиков ситуациях слабые, на первый взгляд, люди, считавшиеся угрозой спокойствию коллектива, выказывают выдержку и находчивость, надёжные и «беспроблемные» ранее люди демонстрируют трусость и склонность к приспособленчеству.

## Литературная основа
Цикл произведений Владимира Санина «Зов полярных широт», повествующий о суровой борьбе человека с тяжёлыми природными условиями в Арктике и Антарктике, включает в себя пять повестей, написанных в период с 1975 по 1982 год: «Семьдесят два градуса ниже нуля», «В ловушке», «Трудно отпускает Антарктида», «За тех, кто в дрейфе!» и «Точка возврата». При этом три из них — «В ловушке», «Трудно отпускает Антарктида», «За тех, кто в дрейфе!» — составляют композиционное единство, будучи объединены общими героями, две другие повести сюжетно с ними не связаны.
Телефильм снят на основе двух повестей («В ловушке», «Трудно отпускает Антарктида»), так как действие третьей, «За тех, кто в дрейфе!», происходит уже не в Антарктиде, а на дрейфующей льдине в Северном Ледовитом океане (хотя и с теми же героями). Однако соавторами сценария фильма, Владимиром Саниным и Иваном Менджерицким, некоторые мотивы из заключительной части трилогии (касающиеся личности Дугина, прежней жизни Груздева) всё же были включены в сценарий.

## В ролях
| Актёр                | Роль                                                                              |
| -------------------- | --------------------------------------------------------------------------------- |
| Константин Григорьев | начальник смены зимовщиков на станции «Новолазаревская» Сергей Николаевич Семёнов |
| Анатолий Ромашин     | метеоролог Андрей Иванович Гаранин                                                |
| Александр Вдовин     | механик-дизелист Веня (Вениамин Григорьевич) Филатов                              |
| Александр Белявский  | врач Саша (Александр Васильевич) Бармин                                           |
| Борис Хмельницкий    | механик-дизелист Женя Дугин                                                       |
| Альгимантас Масюлис  | аэролог Евгений Павлович Пухов                                                    |
| Борис Химичев        | физик-магнитолог Георгий Борисович Груздев                                        |
| Валерий Малышев      | радист Константин Томилин                                                         |
| Харий Швейц          | повар Валентин Горемыкин                                                          |
| Юрий Назаров         | полярный лётчик Николай Белов                                                     |
| Иван Тельнов         | полярный лётчик Иван Крутилин                                                     |
| Виктор Шульгин       | капитан дизель-электрохода (ледокола) «Обь» Василий Петрович Самойлов             |
| Владимир Акимов      | помощник капитана ледокола «Обь»                                                  |
| Наталья Фатеева      | киноактриса, камео (во сне Вени Филатова)                                         |
| Николай Бармин       |                                                                                   |
| Борис Битюков        |                                                                                   |
| Валерий Виноградов   | штурман                                                                           |
| Николай Маликов      |                                                                                   |
| Станислав Михин      |                                                                                   |

- и другие.

## Съёмочная группа
- Режиссёр: Сергей Тарасов
- Авторы сценария: Иван Менджерицкий, Владимир Санин
- Оператор: Михаил Коропцов
- Художник-постановщик: Юрий Кладиенко

## Музыка
- Композитор: Тихон Хренников
- Автор слов к песням: Михаил Матусовский
- Дирижёр: Владимир Васильев
- Соло на скрипке: Игорь Ойстрах
- Песни исполняет: Леонид Серебренников

В фильме прозвучали две песни (по сюжету их исполняет механик Веня Филатов): «Белый айсберг плывёт по волне» и «Как в огромном холодильнике сверкают…» Первая из них впоследствии исполнялась Леонидом Серебренниковым на фестивале «Песня года»—1980.